# Tetrominó

Los 5 tetrominós libres

Un tetrominó es una forma geométrica compuesta de cuatro cuadrados iguales, conectados entre sí ortogonalmente (lado a lado). Al igual que los dominós y los pentominós, es un tipo particular de poliominó. El policubo correspondiente, llamado tetracubo, es una forma geométrica compuesta por cuatro cubos conectados ortogonalmente (cara a cara).
Un uso popular de los tetrominós es la base del videojuego Tetris, en el que las piezas se describen como tetriminos.

## Etimología
El nombre "tetrominó" es una combinación del prefijo  tetra-  "cuatro" (del griego antiguo τετρα-) y "dominó".

## Tetrominós

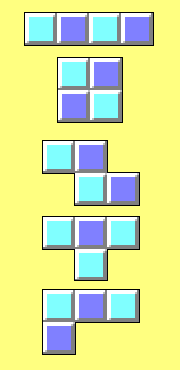
Los cinco tetrominós. De arriba abajo: I, O, Z, T, L, representados con cuadrados claros y oscuros. Como los números de cuadrados claros y oscuros son siempre 9 y 11, dependiendo de cómo se coloree el tetrominó T, no es posible empaquetar los cinco en un rectángulo (por ejemplo, de 4×5 o de 2×10 cuadrados de lado), debido a que cualquier rectángulo formado por un número par de cuadrados tiene el mismo número de casillas claras y oscuras cuando se sombrean alternadamente.

### Tetrominós libres
Los poliminós se forman uniendo cuadrados unitarios por sus lados. Cada tipo de poliominó incluye todas sus formas congruentes, es decir, dos poliminós libres se consideran el mismo si existe una combinación de traslaciones, rotaciones y reflexiones que conviertan uno en otro.
Un tetrominó libre es un poliminó libre compuesto por cuatro cuadrados. Existen cinco tetrominós libres, representados en la imagen adjunta.

### Tetrominós unilaterales
Los tetrominós unilaterales son aquellos tipos que se obtienen agrupándolos por traslación y por rotación, pero no por reflexión. Son los utilizados por el juego Tetris. Existen siete tipos distintos. De estos siete, tres tienen simetría de reflexión, por lo que no importa si se consideran tetrominós libres o unilaterales. Estos tetrominós son:
- I (también un "poliominó recto"[4]): cuatro bloques en línea recta.
- O (también un "poliominó cuadrado"[5]): cuatro bloques en un cuadrado de 2 × 2.
- T (también un "poliominó en T" [6]): una fila de tres bloques con uno añadido bajo el centro.

Los cuatro tetrominós restantes exhiben un fenómeno llamado quiralidad. Estos cuatro vienen en dos parejas. Cada uno de los miembros de estos conjuntos es el reflejo del otro.
Los "poliominós en L":
- J: una fila de tres bloques con uno agregado debajo del lado derecho.
- L: una fila de tres bloques con uno agregado debajo del lado izquierdo.

Los "poliominós retorcidos":
- S: dos fichas de dominó horizontales apiladas con el desplazamiento de la primera a la derecha.
- Z: dos fichas de dominó horizontales apiladas con la parte superior desplazada hacia la izquierda.

Considerados como tetrominós libres, J es equivalente a L, y S es equivalente a Z. Pero en dos dimensiones y sin considerar reflexiones, no es posible transformar J en L o S en Z.

### Tetrominós fijos
Los tetrominós fijos solo permiten la traslación, no la rotación o la reflexión. Hay dos tetrominós en I fijos distintos, cuatro en J, cuatro en L, uno en O, dos en S, cuatro en T y dos en Z, para un total de 19 tetrominós fijos.

## Recubrimiento de un rectángulo en 2D
Aunque un conjunto completo de tetrominós libres tiene un total de 20 cuadrados, no se pueden empaquetar en un rectángulo, como los hexominós, mientras que un conjunto completo de pentominós se puede agrupar en cuatro rectángulos diferentes. La prueba se asemeja a la del problema del tablero de ajedrez mutilado:
Un rectángulo que tiene 20 cuadrados cubiertos con un patrón de tablero de ajedrez tiene 10 cuadrados claros y otros 10 oscuros, pero un conjunto completo de tetrominós libres tiene 11 cuadrados de un tono y 9 del otro (el tetrominó en T tiene 3 de un tono y solo 1 del otro, mientras que todos los demás tetrominós tienen 2 de cada uno). Del mismo modo, un conjunto completo de tetrominós unilaterales tiene 28 cuadrados, que requieren un rectángulo con 14 cuadrados de cada color, pero el conjunto tiene 15 cuadrados de un color y 13 del otro.
Por extensión, cualquier número impar de juegos completos de cualquier tipo no puede encajarse en un rectángulo. Sin embargo, un multiconjunto que incluyese dos juegos de tetrominós libres, con un área total de 40 cuadrados, puede acomodarse en rectángulos de 4x10 o de 5x8 cuadrados de lado:
Rectángulo de 5x8

Rectángulo de 4x10

Hay muchas formas diferentes de cubrir estos rectángulos. Sin embargo, los rectángulos de 4x10 y 5x8 poseen propiedades distintas:
- El rectángulo de 5x8 se puede cubrir de 99.392 maneras diferentes usando 2 juegos completos de tetrominós libres (todos distintos). Contando solo una vez las soluciones conectadas por simetrías y asumiendo que los tetrominós iguales no son distinguibles, el número desciende a 783. Solo hay 13 soluciones fundamentales que son simétricas bajo una rotación de 180 grados. No hay soluciones con simetría de arriba hacia abajo o de derecha a izquierda.
- El rectángulo de 4x10 se puede cubrir de 57.472 formas diferentes. Suponiendo que los tetrominós iguales no son distinguibles, el número desciende a 449. En este caso, no hay soluciones simétricas.

Del mismo modo, dos juegos de tetrominós unilaterales se pueden ajustar a un rectángulo en más de una forma. Si se repiten estos rectángulos en una fila, cualquier número par de juegos completos de cualquier tipo puede caber en un rectángulo.
Los tetracubos correspondientes de dos juegos completos de tetrominós libres también pueden acomodarse en paralelepípedos de 2x4x5 y de 2x2x10:
Caja de 2x4x5
```
  capa 1     :      capa 2

Z Z T t I    :    l T T T i
L Z Z t I    :    l l l t i
L z z t I    :    o o z z i
L L O O I    :    o o O O i

```

Caja de 2x2x10
```
      layer 1          :          layer 2

L L L z z Z Z T O O    :    o o z z Z Z T T T l
L I I I I t t t O O    :    o o i i i i t l l l

```

## Tetracubos
Cada uno de los cinco tetrominós libres tiene un tetracubo correspondiente, que es el tetrominó extruido con una unidad de altura.
J y L son el mismo tetracubo, al igual que S y Z, porque uno puede rotarse alrededor de un eje paralelo al plano del tetrominó para formar el otro.
Tres tetracubos más son posibles, todos creados al colocar un cubo unidad en el tricubo doblado en forma de L:
- Tornillo derecho: cubo unidad colocado sobre la parte superior del lado derecho de la L. Quiral en 3D. (Marcado con la letra D en los diagramas siguientes).
- Tornillo izquierdo: cubo unidad colocado en la parte superior del lado contrario a las agujas del reloj. Quiral en 3D. (Letra S en los diagramas).
- Rama: cubo unidad colocado sobre la esquina. No es quiral en 3D. (Letra B en los diagramas).

## Llenado de cajas con piezas 3D
| 1. 2×4×5  | tetrominós libres, con el segundo conjunto coloreado más oscuro |
| 2. 2×2×10 | tetrominós libres, con el segundo conjunto coloreado más oscuro |
| 3. 2×4×4  | tetracubos                                                      |
| 4. 2×2×8  | tetracubos                                                      |
| 5. 2×2×7  | tetracubos, considerando tetracubos quirales idénticos          |

Juegos completos de tetrominós y tetracubos empaquetados en cuboides, que se muestran explotados para mayor claridad:

En 3D, estos ocho tetracubos (supóngase que cada pieza consta de cuatro cubos, L y J son iguales, Z y S también) pueden caber en una caja de 4×4×2 u 8×2×2. La siguiente es una de las soluciones. D, S y B representan el tornillo derecho, el tornillo izquierdo y la rama, respectivamente:
Caja de 4 × 4 × 2:
```
capa 1   :   capa 2

S T T T  :  S Z Z B
S S T B  :  Z Z B B
O O L D  :  L L L D
O O D D  :  I I I I

```

Caja de 8×2×2:
```
    capa 1      :      capa 2

D Z Z L O T T T : D L L L O B S S
D D Z Z O B T S : I I I I O B B S

```

Si los pares quirales (D y S) se consideran idénticos, las siete piezas restantes pueden llenar una caja de 7 × 2 × 2. (C representa D o S.)
```
   capa  1    :     capa 2

L L L Z Z B B : L C O O Z Z B
C I I I I T B : C C O O T T T

```